# Музей воскових фігур 2
Музей воскових фігур 2 (англ. Waxwork II: Lost in Time) — американський комедійний фільм жахів, режисера Ентоні Гікокса. Продовження фільму 1988 року «Музей воскових фігур».

## Сюжет
Музей воскових фігур і його зловісні мешканці знищені в полум'ї пожежі. Але чи так це? Вибравшись з палаючої будівлі, Марк і Сара не помітили, як відрубана рука ув'язалася за ними і жорстоко вбила її вітчима. Але ніхто не вірить розповідям про Музей воскових фігур, і Сарі пред'явлено звинувачення у вбивстві. Тоді Марк і Сара через часовий портал проникають в інші світи і вимірювання, де вступають в битву з численними силами зла — від Франкенштейна і Джека-різника, до вампірів і живих мерців. Тільки так вони зможуть довести невинність Сари.

## У ролях
- Зак Гелліган — Марк Лофтмор
- Моніка Шнарре — Сара Брігтман
- Мартін Кемп — Барон фон Франкенштейн
- Брюс Кемпбелл — Джон Лофтмор
- Майкл Де Барр — Джордж
- Джим Метцлер — Роджер
- Софі Ворд — Елеонора
- Марина Сіртіс — Глорія
- Біллі Кейн — Найджел
- Джо Бейкер — селянин
- Джульетт Міллс — адвокат
- Джон Айрленд — Король Артур
- Патрік Макні — Сер Вілфред
- Девід Керрадайн — жебрак
- Александр Годунов — Скарабіс
- Джордж «Бак» Флауер — вітчим Сари
- Джек Ейсман — таксист
- Джеймс Д.Р. Хікокс — Поланскі
- Баклі Норріс — суддя
- Пол Хемптон — обвинувачення
- Стенлі Шефф — ромовець журі
- Джон О'Лірі — Герр Воджел
- Ерін Брезнікер — мудрець
- Еліша Шапіро — Фелікс
- Стефанос Мільцакакіс — Монстр Франкенштейна
- Максвелл Колфілд — Міккі
- Ерін Гоерлей — привид дівчини
- Брайан Тревіс Сміт — селянський хлопчик
- Стіві Маттучі — охоронець Майстра
- Гай Дж. Лоутен — співробітник Майстра
- Кейт Мурта — Матрона
- Еял Ріммон — головний шанувальник
- Шенна Лінн — дівчина пантера
- Ентоні Гікокс — службовець Короля
- Пьерс Плоуден — охоронець Короля
- Харрісон Янг — Джеймс Вестборн
- Айван Маркота — газетяр
- Марі Фоті — газетярка
- Френк Загаріно — мисливець на зомбі 1
- Мартін С. Джонс — мисливець на зомбі 2
- Дерріл Пірс — мисливець на зомбі 3
- Джон Брезнікар — батько Марка
- Ліза Острайх — мати Марка
- Брент Болтхаус — таксист 2
- Карон Бернштейн — дівчина Майстра
- Джеррі Лайвлі — ув'язнений
- Янко Дамбулев — ув'язнений
- Джим Сілверман — ув'язнений
- Пол Медіген — ув'язнений
- Кім Хендерсон — дівчина
- Трешер Літтл — дівчина
- Ліза Джей — дівчина
- Елізабет Ноттолі — дівчина
- Марсія Сантос Роча — дівчина
- Феліція Ернандес — дівчина
- Крістал Калдероні — дівчина
- Боб Кін — божевільний монах
- Кріс Брід — вісник Короля
- Еміль Гладстоун — блазень
- Грегорі Г. Воерц — мисливець на зомбі
- Майкл Вейл — доктор Джекіл
- Ілона Марголіс — мисливець на зомбі
- Мартін Л. Мерсер — головний зомбі
- Доріан Ленгдон — Ромеро
- Джон Меппін — Ардженто
- Джонатан Брезнігар — Шеллі
- Марк Курье — Скотт
- Роберт Касс — Хічкок
- Стів Пейнтер — Носферату
- Дрю Беррімор — жертва вампіра 1
- Хедрай Лавнер — жертва вампіра 2
- Пол Джонс — Рука
- Алекс Батлер — Джек Різник
- Іоланда Жіло — Леді ночі
- Годзілла — грає самого себе
- Рік Клебер — палач (в титрах не вказаний)
- Лорі Роуз — танцюристка(в титрах не вказана)